# Унифициран локатор на ресурси
URL (съкращение от Uniform Resource Locator, универсален указател на ресурс) е стандартизиран указател за мрежовия адрес на даден ресурс, например документ или страница, в интернет или друго пространство. Всяка страница в World Wide Web има URL, който я идентифицира по уникален начин. Той определя не само адреса в мрежата, но и типа на обекта на конкретния web-възел. Освен това той съдържа идентификатор за метода на достъп до дадения обект. Последната версия на стандарта, дефиниращ синтаксиса и семантиката на URL e RFC 3986. В него URL се определя като частен случай на URI (Uniform Resource Identifier).
URL обикновено се състои от три части:
- Името на протокола, който ще се използва за транспортиране на ресурса върху Web
- Името на компютъра, върху който е разположен ресурсът
- Името на самия ресурс, дадено като път

Пълният формат на URL е следният (частите, заградени в квадратни скоби, са незадължителни):
```
протокол://[потребител[:парола]@]сървър[:порт][/път[?параметри][#фрагмент]]
```